# Даніель Дюмустьє
Даніель Дюмустьє (фр. Daniel Dumonstier, 1574, Париж —1646, Париж) — французький художник перехідної доби від маньєризму до раннього французького бароко, переважно портретист.

## Життєпис
Походив з династії французьких художників. Художниками були дід Жоффруа Дюмустьє та батько Косьма Дюмустьє молодший. Вже молодим відрізнявся незвичною пам'яттю, твердою рукою у малюнках, прихильністю до музики. Знав декілька мов. Сам писав вірші і приятелював із поетом Франсуа де Малербом. Відрізнявся скептичним ставленням до релігії і вчинками, котрі розцінювались як нешляхетні і грубі, що породило низку пліток.
Аристократи-парижани вважали художника серед найкращих портретистів доби. Хоча у Нідерландах і у Італії працювала низка митців, що затьмарили славу гордовитого митця.
Помер влітку 1646 року в квартирі, котру йому надав у палаці Лувр король Франції Луї XIII. Панахида відбулася у сусідній церкві Сен-Жермен-л'Осерруа.

## Колекції і бібліотека
Художник був відомим колекціонером, його кабінет музичних раритетів був відомим серед прихильників музики у Парижі. Її показували також шанованим і впливовим візитерам французької столиці, її відвідали тоді кардинал Памфілі, майбутній папа римський Іннокентій Х, кардинал Франческо Барберіні, племінник папи римського Урбана VIII, герцог Бекінгем тощо.
Виділялась якістю і бібліотека Даніеля Дюмустьє, вона згодом стане частиною великої бібліотеки кардинала Джуліо Мазаріні, тоді прем'єр-міністра французького уряду.

## Власні шлюби
Першою дружиною художника була мадмуазель Женев'єва Баліфр, батько котрої був придворним музикантом короля Франції. Художню кар'єру він почав ще за короля Генрха IV. Шлюб з Женев'єв він узяв 1602 року. Молодий король Луї XIII надав художникові житло і майстерню в велетенському палаці Лувр. Тут і померла перша дружина художника 1628 року. Від першого шлюбу художник мав одинадцять дітей.
Через два роки (1630) митець узяв шлюб із власною покоївкою Франсуазою Езек. В другому шлюбі родина мала чотирьох дітей. Франсуаза Езек померла 1636 року.

## Галерея обраних портретів-малюнків

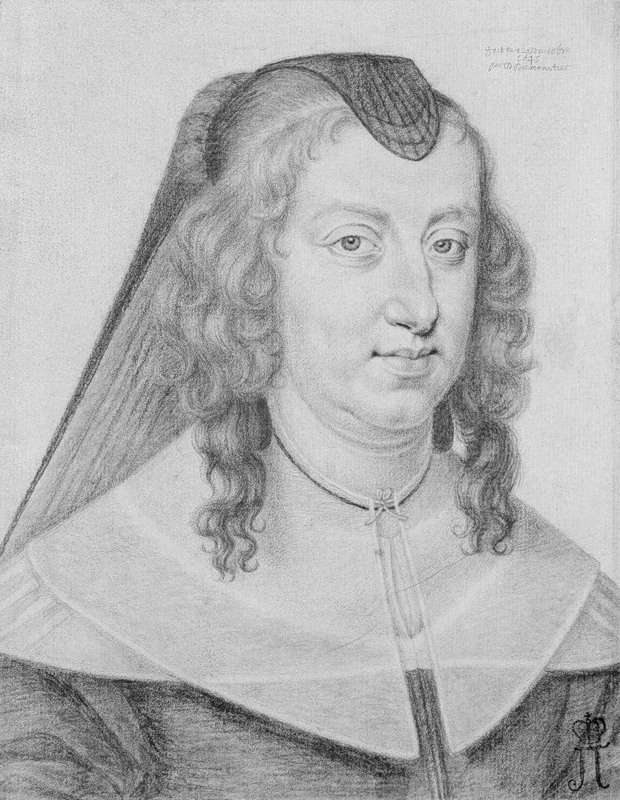
Королева Франції Анна Австрійська у вбранні вдови
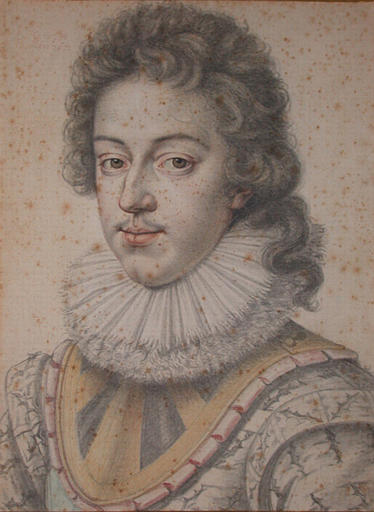
Король Франції Луї XIII 1622 року.
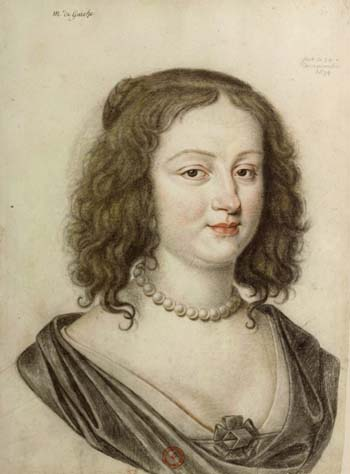
Франсуаза Маргарта де Шевре
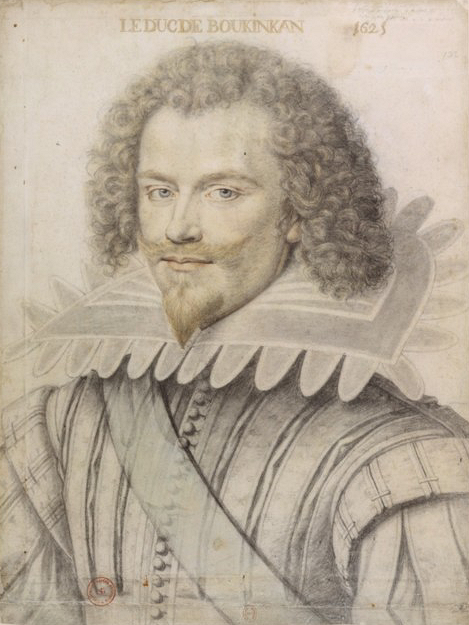
Джордж Вілльєрс, герцог Бекінгем, 1625.
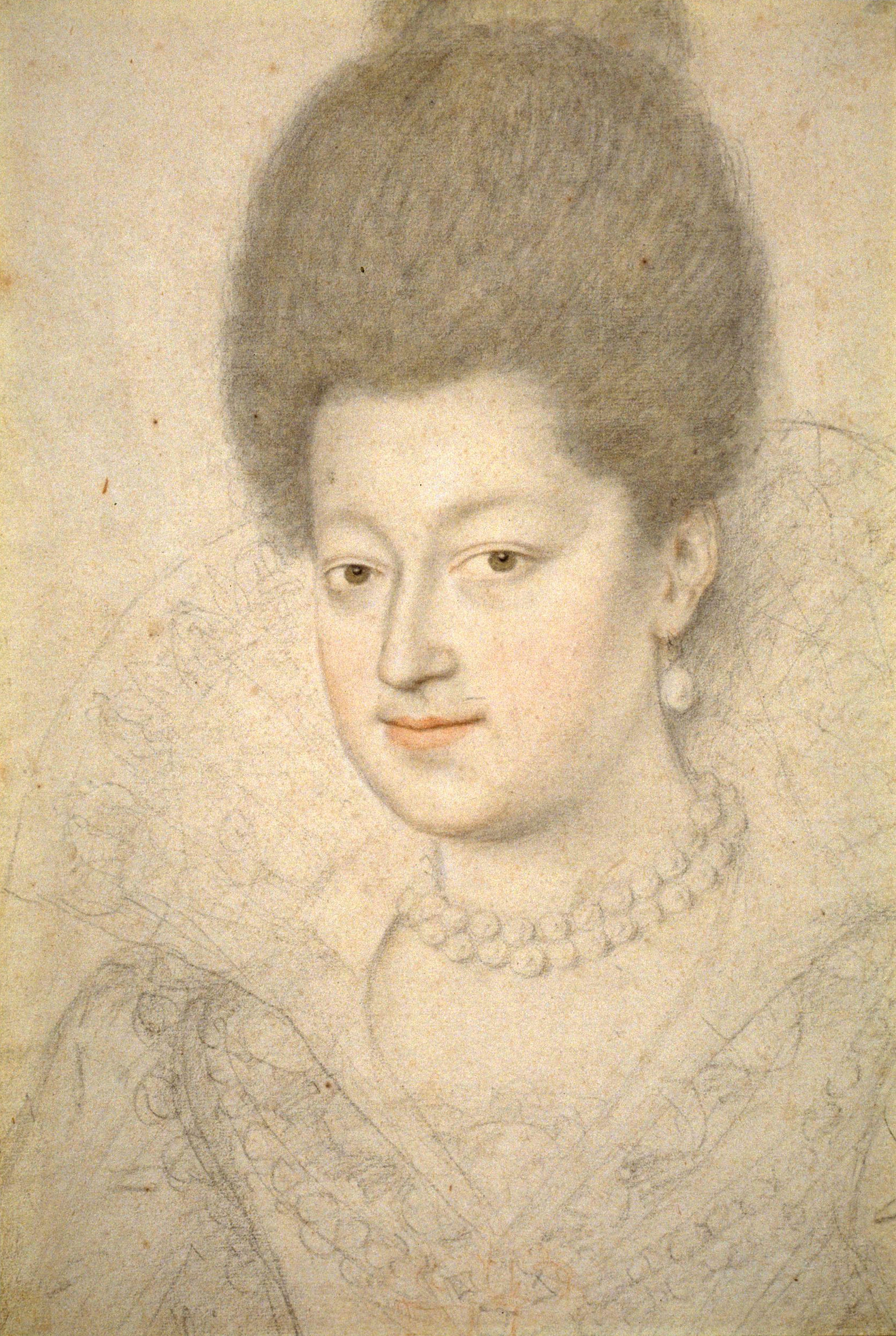
Габріель д'Естре, фаворитка короля Генріха IV Сан-Франциско
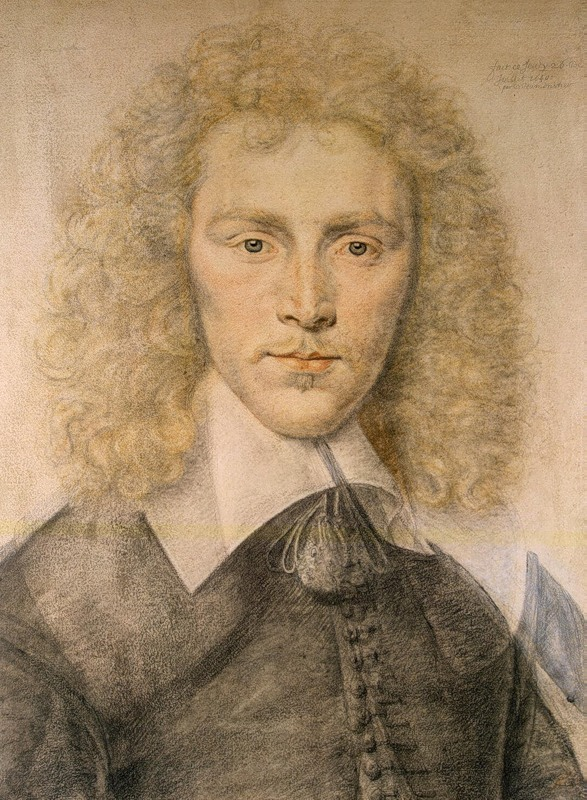
Портрет невідомого дворянина з русявим волоссям, 1-а пол. 17 ст., Ермітаж
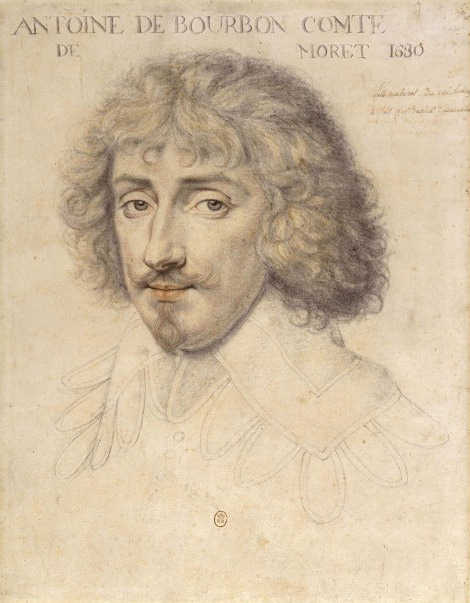
Антуан де Бурбон, граф де Море, 1630.
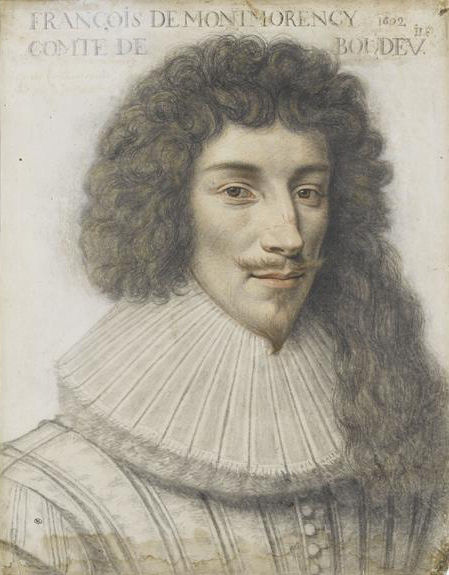
Франсуа Монморансі-Бутвіль, 1625.